# 함박 (프로게이머)
함박(본명: 함유진, 2002년 8월 28일 ~ )은 대한민국의 리그 오브 레전드 프로게이머이다. 아이디는 Hambak, 포지션은 정글이다. 현재 OK저축은행 브리온에서 활동하고 있다.